# Котово (Угличский район)
Кото́во — село в Угличском районе Ярославской области.

## Расположение
Расположено в 100 км от Ярославля и в 6 км от Углича (по прямой) на берегу реки Мимошни, впадающей в реку Волгу с левого берега.

## Население
| 1859 | 2002 | 2007 | 2010 |
| ---- | ---- | ---- | ---- |
| 70   | ↘7   | ↘0   | ↗4   |

Основную часть населения составляют дачники, приезжающие на лето.
Хозяйственной деятельностью занимается лишь небольшая часть населения. В основном сфера их деятельности — натуральное хозяйство.

## Достопримечательности
В селе расположен старый православный храм, в настоящий момент находящийся в полуразваленном состоянии. Известно также, что епископ Василий (Преображенский), переехав в 1941 году в Котово в дом исповедницы Ираиды Осиповны Тиховой, договорился со священником этого храма и служил в нём в будние дни. Позже на участке Тиховых в бане была устроена небольшая домовая церковь, где стал служить епископ Василий (Преображенский) Божественную литургию.. Тихову обвинили в антисоветской деятельности и сослали. Спустя годы, вернувшись на родину, она никогда не забывала о котовском храме, наводила в нём порядок, украшала на праздники.
В 2021 году храм был передан Алексеевскому женскому монастырю, который начал восстановительные работы. Кроме этого, планируется перекрытие крыши трапезной. Июне 2022 года Специалисты начали работы по исследованию фундамента церкви Успения Пресвятой Богородицы в селе Котово.